# Trematooecia magnifica
Trematooecia magnifica är en mossdjursart som först beskrevs av Osburn 1914.  Trematooecia magnifica ingår i släktet Trematooecia och familjen Colatooeciidae. Inga underarter finns listade i Catalogue of Life.